# العلاقات العراقية البوتانية
العلاقات العراقية البوتانية هي العلاقات الثنائية التي تجمع بين العراق وبوتان.

## مقارنة بين البلدين
هذه مقارنة عامة ومرجعية للدولتين:
| وجه المقارنة                                              | العراق                       | بوتان          |
| --------------------------------------------------------- | ---------------------------- | -------------- |
| المساحة (كم2)                                             | 437.07 ألف                   | 38.39 ألف      |
| عدد السكان (نسمة)                                         | 45 مليون                     | 807.61 ألف     |
| الكثافة السكانية (ن./كم²)                                 | 87.56                        | 21.04          |
| العاصمة                                                   | بغداد                        | تيمفو          |
| اللغة الرسمية                                             | اللغة العربية، اللغة الكردية | لغة دزونكا     |
| العملة                                                    | دينار عراقي                  | نغولترم بوتاني |
| الناتج المحلي الإجمالي (بليون دولار)                      | 197.72 مليار                 | 2.51 مليار     |
| الناتج المحلي الإجمالي (تعادل القوة الشرائية) بليون دولار | 560.73 مليار                 | 6.49 مليار     |
| الناتج المحلي الإجمالي الاسمي للفرد دولار أمريكي          | 4.94 ألف                     | 2.66 ألف       |
| الناتج المحلي الإجمالي للفرد دولار أمريكي                 | 15.06 ألف                    | 7.82 ألف       |
| مؤشر التنمية البشرية                                      | 0.654                        | 0.605          |
| رمز المكالمات الدولي                                      | +964                         | +975           |
| رمز الإنترنت                                              | .iq                          | .bt            |
| المنطقة الزمنية                                           | ت ع م+03:00، ت ع م+04:00     | ت ع م+06:00    |

## منظمات دولية مشتركة
يشترك البلدان في عضوية مجموعة من المنظمات الدولية، منها:
| علم المنظمة | اسم المنظمة                        | تاريخ انضمام العراق | تاريخ انضمام بوتان |
| ----------- | ---------------------------------- | ------------------- | ------------------ |
|             | مؤسسة التنمية الدولية              | 29 ديسمبر 1960      | 28 سبتمبر 1981     |
|             | يونسكو                             | 21 أكتوبر 1948      | 13 أبريل 1982      |
|             | وكالة ضمان الاستثمار متعدد الأطراف | 6 أكتوبر 2008       | 21 أكتوبر 2014     |
|             | الأمم المتحدة                      | 21 ديسمبر 1945      | 21 سبتمبر 1971     |
|             | الاتحاد البريدي العالمي            | ?                   | ?                  |
|             | البنك الدولي للإنشاء والتعمير      | 27 ديسمبر 1945      | 28 سبتمبر 1981     |
|             | الاتحاد الدولي للاتصالات           | 12 نوفمبر 1928      | 15 سبتمبر 1988     |
|             | منظمة حظر الأسلحة الكيميائية       | ?                   | ?                  |
|             | مؤسسة التمويل الدولية              | 27 ديسمبر 1956      | 1 ديسمبر 2003      |
|             | منظمة الشرطة الجنائية الدولية      | ?                   | ?                  |

## وصلات خارجية
- موقع وزارة الخارجية العراقية
- موقع وزارة الخارجية البوتانية